# 遊☆戯☆王5D'sの登場人物
遊☆戯☆王5D'sの登場人物（ゆうぎおうファイブディーズのとうじょうじんぶつ）は、テレビアニメ『遊☆戯☆王5D's』に登場する架空の人物の一覧である。
アニメと漫画に登場するチーム・5D'sの年齢は異なっており、登場人物のプロフィールは『遊☆戯☆王5D's (漫画)』を参照。

## チーム・5D's
不動 遊星（ふどう ゆうせい）
声：宮下雄也（RUN&GUN）
本作の主人公。初登場時18歳。シグナーの1人で、初めは竜の尾の痣を持っていたが、後にドラゴンヘッド（竜の頭の痣）を受け継いだ。デッキは低レベルの戦士族と機械族を中心とし、多彩なシンクロモンスターを切り札とするジャンクデッキを使用する。エースカードは「スターダスト・ドラゴン」。仲間達の集めたジャンクパーツを組み上げ製作した、二輪の赤いハイブリッドタイプのD・ホイール「遊星号」に搭乗する。頭脳明晰で手先が器用。機械やコンピュータに関する技術はセキュリティの鑑識より優秀と評されるほど優れており、身体能力も高い。
普段は冷静沈着で寡黙な青年だが、その胸の奥には熱い心を秘めている。また、この世に存在する全ての人間やカードには価値があり、不要なものなど一切無いという信念を抱いている。その熱い心は人を惹きつけ、彼の周囲には常に絆で結ばれた仲間が集結している。
サテライトで育ったが生まれはトップス（イリアステルが改変する前の歴史ではサテライト出身となっている）。両親はモーメント技術の基礎を築いた科学者で、17年前のゼロリバースにより死亡。まだ赤ん坊だった遊星はマーサハウスに預けられた。彼の名は父親が発見した遊星歯車に似た性質を持つ「遊星粒子」からとっており、他人同士を結び付け、絆を大事にして欲しいという願いが込められている。両親がゼロリバースの発端を作ったことがトラウマとなっており、それにもかかわらず慕ってくれる仲間に対して責任を感じている。ジャック、クロウとはマーサハウスで育った幼馴染で共にチーム・サティスファクションの一員だった。
2年前に「スターダスト・ドラゴン」を奪いシティへ出奔したジャックを追ううちに、シグナーの覚醒を促すゴドウィンの計画に巻き込まれていく。ジャックとの対決後、シティへの不法侵入によりセキュリティに逮捕され、左頬にマーカーを刻印されるが、「収容所にいてはシグナーとしての覚醒が望めない」と判断したゴドウィンの指示により出所する。その後、龍亞、龍可、十六夜アキといった後に仲間となるシグナーと出会う。ラリー達を人質に取られて出場した「フォーチュンカップ」でシグナーとして完全な覚醒を果たし、ジャックとの因縁の戦いに勝利し新たなキングとなる。
ゴドウィンからダークシグナーの存在と、彼らが冥界の扉を開き世界を滅ぼそうとしていることを伝えられると、その野望を阻止するべくダークシグナーの戦いに身を投じていく。かつての友である鬼柳との戦いは、地縛神への恐怖と彼に対する後悔から厳しいものになったが、2度の戦いの末に和解を果たす。その後も、ダークシグナーの主犯格のルドガーや、その力を引き継いだゴドウィンを倒し、冥界の王による世界の崩壊を防いだ。同時に新たなダイダロスブリッジを架けシティとサテライトを繋げることに成功した。この戦いではシグナーの痣の力によってデッキから発現した「救世竜 セイヴァー・ドラゴン」によりシンクロ召喚できる「セイヴァー・スター・ドラゴン」が切り札となった。
1年後、仲間と共にライディング・デュエルのチームトーナメント「WRGP」への出場を目指す。イリアステルの三皇帝が操る相手のシンクロモンスターを吸収（装備）する「機皇帝」に対抗するため、謎のD・ホイーラー（ブルーノ）から示されたシンクロ召喚の新たな可能性である「アクセルシンクロ」を模索するようになる。遊星はプラシドとの戦いで「クリアマインド」の境地に至ることでアクセルシンクロを完成させ、新たな切り札「シューティング・スター・ドラゴン」を手に入れた。
ラスト・ホイーラーとして出場したWRGPを勝ち進んでいくうちに、イリアステルが破滅する未来を救うためネオ童実野シティを消滅させようとしていることを知り、戦いの動機はWRGPから町を守るものへと変化していく。シティを滅ぼすべく出現した巨大都市アーク・クレイドルでの決戦では、アクセルシンクロをさらに進化させた「リミットオーバー・アクセルシンクロ」によりシンクロ召喚した「シューティング・クェーサー・ドラゴン」などにより、現代を崩壊させようとしていた未来人の支柱であるゾーンを倒し、ネオ童実野シティを救った英雄となった。
ゾーンとの戦いの後、モーメントの新たな制御システム「フォーチュン」を完成させ都市機能の正常化に成功する。自分の将来について悩んでいたが、互いに全力を出し切ったジャックとのデュエルの中でその答えを見出し、仲間達の絆を繋ぎ、皆で守ったネオ童実野シティを素晴らしいものにするため、ネオ童実野シティに残るという道を選んだ。
- イリアステルの改竄がなかった本来の未来

ダークシグナーとの戦いに勝利した英雄、及びアクセルシンクロ・デルタアクセルシンクロ（「コズミック・ブレイザー・ドラゴン」を使用）の開拓者として知られている。さらに、「ペガサス・J・クロフォード杯トリニダード・ライディング・デュエル・グランプリ優勝 （ムクロ、アキとのチーム）」「アメリカ横断ゴールデン・タッグ・トーナメント優勝（ジャックとのペア）」「ライディング・イン・ザ・バトルシティ優勝」「レジェンド・オブ・デュエリストキングダム優勝」など大会においても輝かしい戦績を残していた。
- 映画『遊☆戯☆王 〜超融合!時空を越えた絆〜』

パラドックスに「スターダスト・ドラゴン」を奪われ、赤き竜の導きにより十代と遊戯の時代に現れた。今回の出来事は「クラッシュタウン編」以前に起こったものである。過去のデュエリストである遊戯や十代には常に敬語で接しているため、本編では見られないような言動も多い。

ジャック・アトラス
声：星野貴紀
遊星の友であり、ライバルでもあるデュエリスト。初登場時19歳。シグナーの1人で、生まれながらに竜の翼の痣を持つ。低レベルの悪魔族と高攻撃力のドラゴン族を中心としたパワー重視のデッキを使う。エースカードは「レッド・デーモンズ・ドラゴン」。モノサイクル（一輪）タイプの白いハイブリッドタイプのD・ホイール「ホイール・オブ・フォーチュン」に搭乗する。プライドが高く傲慢で自信家かつ野心家であるため、協調性に欠ける性格。また金銭感覚に疎く浪費癖がある。深影、カーリー、ステファニーの3人の女性から熱烈な好意を受け続けるなど女性人気が高い。
チーム・サティスファクション解散から1年後、キングになるという夢を叶えるため「スターダスト・ドラゴン」を奪うという誘いを受け、仲間達を裏切りサテライトを出奔する（直前に遊星にだけは真実を話している）。本人としては故郷も仲間も全て捨ててキングとなったため、何も捨てずに頂点に立とうとする遊星に対しては嫉妬心を抱いていた。
キングになると常勝不敗を誇り、そのカリスマ性により絶大な人気と名声を得る。この頃のジャックは自分が頂点であると考えており、事ある毎に自分がキングであることを誇示するような発言をしていた。巧みな戦略と話術で相手を翻弄する戦術を用い、敗者に対しては冷淡で他者に対する思いやりは皆無に等しかった。
サテライトを脱出した遊星とライディング・デュエルを繰り広げるが、赤き竜の出現により、そのデュエルは中断する。後にデュエルが中断されていなければ、遊星に敗北していたことを知り愕然とする。しばらくして収容所を出所した遊星に「スターダスト・ドラゴン」を返還した。遊星とのフォーチュンカップ最終戦は、デュエルの衝撃が自身に実際に降りかかる「真のシグナー同士の闘い」となり、壮絶な勝負の末に敗北し、入院を余儀なくされる。敗北によってキングの座を追われ、さらに表向きはトップス出身とされていたが、真の出自はサテライトであることが暴露されてしまう。
偶然傍にいたカーリーの手を借り病院を抜け出し、一時彼女の家に身を寄せるうちに、心の奥底で本当に自分を支えていたものに気付き、迷いを完全に捨てて生き直す決意をする。
ダークシグナーとの戦いにカーリーを戦いに巻き込まないため一方的に別れを告げるが、これが引き金となり、彼女はダークシグナーとなってしまう。ハチドリの制御装置でのカーリー戦において、「真に愛する者」と彼女に対する愛を打ち明け、相討ちを狙うが、ダークシグナーの意識から解放されたカーリーが自ら敗北を選び勝利する。この戦いではシグナーの痣の力によってデッキから発現した「救世竜 セイヴァー・ドラゴン」によりシンクロ召喚できる「セイヴァー・デモン・ドラゴン」が切り札となった。
WRGPの準備期間中には主に試作エンジンの試運転を担当する。誰にでも強気な態度は相変わらずだが、今までに比べてコミカルな面も見せるようになった。チームのメンバーとは時々衝突することもあったが、共に行動するうちに結束を深めていった。WRGPでは主にファースト・ホイーラーとして出場し、ナスカの地で荒ぶる魂バーニングソウルに目覚めたことで手に入れた切り札「スカーレッド・ノヴァ・ドラゴン」で活躍した。
ゾーンとの戦いの後はプロリーグでキングとなるため、武者修行を行い格段に実力を上げた。そして、最も倒すべき相手である遊星と戦い、負けはしたが互いの全力を出し切ったことに満足しシティを後にした。8年後の未来ではプロリーグのキングとなっている。
『遊☆戯☆王ARC-V』における彼についてはこちらを参照。
クロウ・ホーガン
声：浅沼晋太郎
遊星やジャックの古くからの友人で「鉄砲玉のクロウ」の異名を持つ。
使用デッキは【BF（ブラックフェザー）】。相手の意表をつく変幻自在のデュエルを得意とする。恩人であるピアスンから受け継いだD・ホイール「ブラック・バード」に搭乗する。この機体は両脇に翼を広げる「フライングモード」に変形することで、通常よりジャンプ時の飛距離を伸ばすことができる。通常のD・ホイールより出力が高く、行動範囲を広げることを前提とした作りとなっている。この翼は彼が人生の目標とする伝説のD・ホイーラーへの憧れからつけられている（伝説のD・ホイーラーのD・ホイールに翼がついていた為）。
頭の回転が速く、売られた喧嘩は律儀に必ず買う血気溢れる性格。また自分にはない家族への想いを大切にする相手にはわざと負けたりと、情に脆い一面がある。何度もセキュリティ押収物保管所への不法侵入しているため、額と両頬にそれぞれ特徴的なマーカーをつけられている。ゼロリバースにより両親と死別しており、満足な教育も受けていないが、カードを通して言葉の読み書きを学んでいた。生まれてから一度も嘘をついたことがないと自称しているが、その言葉とは裏腹に計算されつくした戦略を用意している。
チーム・サティスファクション解散後はピアスンらと共に初のサテライト製D・ホイール開発のために活動するが、ピアスンの死亡により活動は停止する。その後はB.A.D地区で子供達の面倒を見ながら、子供達のためにセキュリティからカードを盗む義賊となっていた。
ダークシグナーのせいで、世話をしていた子供達がその犠牲になったことを知り、復讐を誓い戦いに加わった。ゴドウィンとの最終決戦では、遊星がドラゴンヘッドを受け継いだことに伴い、竜の尾の痣を受け継ぎ5人目のシグナーとなった。本人から伝説のD・ホイーラーに関する真実を明かされ衝撃を受けるが、彼のかつての志を受け継ぎ奮闘した。
WRGPでは、D・ホイールの新エンジン製作と、その資金調達のために宅配の仕事をしている。チームの資金管理を担当しており、ジャックの浪費癖には頭を抱えている。恩人ピアスンの死の真相に彼の友人であるボルガーが関わっていることを突き止め、彼との決死のデュエルの最中に「ブラックフェザー・ドラゴン」をシグナーの竜として覚醒させた。
WRGPでは主にセカンド・ホイーラーとして出場し、子供達の期待と応援に応えるべく戦った。
ゾーンとの戦いの後は、遊星とジャックのデュエルを通してプロデュエリストになる道を選んだ。8年後の未来では新たにチームを組んで世界チャンピオンになるが、ジャックと戦うためシングルリーグへの参戦を表明した。
『遊☆戯☆王ARC-V』における彼についてはこちらを参照。
十六夜 アキ（いざよい アキ）
声：木下あゆ美
本作のヒロイン。初登場時16歳。シグナーの1人で、竜の足の痣を持つ。
使用デッキは【植物族】。エースカードは「ブラック・ローズ・ドラゴン」。デュエルでの行為を現実世界に具現化する超能力（サイコパワー）を持つサイコデュエリストであり、その力は彼女の心の凶暴性によって変化する。頭に付けている髪飾りは能力を制御する装置だが、彼女の感情が昂ぶり力を強く発動させると外れてしまう。
5歳の誕生日を迎えてすぐ、父との初めてのデュエルで超能力に目覚め、同時に「竜の痣」が右腕に発現する。13歳でデュエル・アカデミアに入学するが、人を傷つけてしまう超能力によって周りから孤立する。救いを求めて実家に戻るも、自分がいないにもかかわらず談笑している両親の姿を見てしまい、自分は捨てられたと認識してしまう。その後、ダイモンエリアで仮面で素顔を隠した「黒薔薇の魔女」として父へのあてつけのため破壊を繰り返していたが、ディヴァインに救いの手を差し伸べられ「アルカディアムーブメント」に身を寄せた。
本来は素直で理性的な性格だが、幼少期の経験から他者に対し過度に攻撃的になっていた。自分の力は右腕の「竜の痣」のせいであると考え、「忌むべき印」と呼び憎んでいたが、最も憎んでいたのは能力で人を傷つけることに愉悦を感じるようになった自分自身であり、破壊を愉しむもう一人の自分を「魔女」としての仮面を被ることでしか保てなかった。そのため、一人の人間としてそのままの自分を受け入れてくれたディヴァインに強く依存していた。ディヴァイン以外の人間には頑なに心を閉ざしていたが、自分と同じ境遇の龍可にはかつての自分を重ねたこともある。
シグナーと疑われていたため招待を受け出場したフォーチュンカップの決勝戦では、遊星に自分の苦しみと悲しみを見抜かれ、力を暴走させるが、敗北し涙とともに本当の救いを求める言葉を呟いた。
フォーチュンカップの後、アルカディアムーブメント本部ビルにてダークシグナーの襲撃を受け、意識を失い病院へと運ばれる。昏睡状態から目覚めた時に、ディヴァインを失ったことを知り自暴自棄になるが、デュエルの最中に交わした遊星の言葉によって両親への想いを自覚すると共に、初めて力の制御に成功し、両親と和解する。また、これ以降遊星に好意を持つようになる。
トカゲの制御装置で戦ったダークシグナーのミスティは、弟が自分のサイコデュエルに巻き込まれて死亡したと主張し怒りの矛先をアキに向けるが、デュエル中にトビーを殺したのはディヴァインだったという事実が明らかにされており、戦いを通じてミスティと和解した。
ダークシグナー戦後はデュエル・アカデミアの高等部に復学し、トップクラスの成績を治めている。またサイコデュエリストとしての力も完全に制御できるようになった。遊星とシェリーのライディング・デュエルをD・ホイールの後部座席から見たことで、ライディング・デュエルの世界に魅了され、試験に合格し搭乗資格を得た。なお、通常のデュエルにおいては遊星達と並ぶ実力者であるが、ライディング・デュエルにおいては初心者であり、その戦術や搭乗技術は未熟である。所有するD・ホイールは遊星達がジャンクパーツから作り上げた「ブラッディー・キッス」。
WRGPではベンチウォーマーとして参加し、予選第一試合では事故に遭ったクロウに代わって出場した。予選第二試合を前にした練習中にチーム・カタストロフのせいでクラッシュしてしまう。サイコパワーでD・ホイールの転倒を防ごうとするが、何故か力は発動せず全身打撲の重傷を負い病院に運ばれた。療養中に遊星とプラシドのデュエルの余波に巻き込まれた入院患者の少女ハルカ（声：福田日里）を自力で助けたことをきっかけにサイコパワーを完全に捨て去ることを決意する。
アーク・クレイドルでの決戦中、クロウとシェリーを守ろうとしたことで失われていたサイコパワーが復活し、今までのものとは異なる治癒の力を発現させた。
デュエルアカデミア卒業を控え、プロデュエリストになるか医者になるか悩んでいたが、遊星とジャックのデュエルを通して進路を決め医者となった。
龍亞（るあ）
声：洞内愛
龍可の双子の兄。初登場時11歳。
使用デッキは【D（ディフォーマー）】。エースカードは「パワー・ツール・ドラゴン」。モンスターに指示を出す際に「シャキーン」などの擬音語を叫ぶ。
仕事に多忙な両親は家に帰ってくることはほとんどなく、トップスに妹の龍可と2人で住んでいる。妹とそっくりの中性的な容姿をしており、劇中では龍可の体調が悪化してデュエルに出られなくなった際に、彼女に変装して代役を務めたこともある（ただしデッキは龍可のものではなく、自分のものを使用した）。
3歳の頃、龍可が精霊世界を守る使命を帯びたことで、自分が強くなって龍可を守らなければという気持ちを抱くようになる。D・ホイーラーになることを夢見ており、遊星やジャックなど強いデュエリストに憧れている。
シティの住民にしては珍しく、サテライトやマーカーに対する偏見を持っていない。明るく活発な性格で裏表が無く正直者だが、少々自分勝手で間の抜けた面がある。トップス育ちであることが災いし、善意の発言にもかかわらず反感を買ってしまうことも度々ある。
セキュリティに追走され自宅に逃げ込んで来た遊星とのデュエルをし、独り善がりなデュエルを行うと欠点を指摘される。龍可に代わり変装して挑んだフォーチュンカップでも、対戦相手のボマーから同様の指摘を受け1回戦で敗退した。龍可とフランクのデュエル中に、龍可が精霊世界の出来事を思い出すのと前後して精霊世界に行くと、龍可の精神を支え精霊世界を守ることを決心させた。ただし龍亞自体は意識を失っており、精霊界に行った記憶は無い。
ダークシグナーとの戦いが激化する事を懸念し、アキに協力を求めるためアルカディアムーブメントを訪れるが、ディヴァインの邪な思惑から軟禁状態となる。ディヴァインに強制させられたサイコデュエルによって、自分がシグナーではないことを認めるようになり落胆する。足手まといになることを恐れ戦いに参加することを嫌がったが、龍可から今まで通りに自分を守って欲しいと頼まれ、龍可と共にダークシグナーのディマクと戦った。
その後、龍可と共にデュエル・アカデミア小等部に通っているが、成績は芳しくない。WRGPでは、龍可と共にピットクルーとしてチーム5D'sに参加した。
アーク・クレイドルの決戦では、愛する者のためにその身を犠牲にして戦う姿に赤き龍が反応し、竜の心臓の痣を持つ6人目のシグナーとして覚醒した。そして、「パワー・ツール・ドラゴン」が赤き龍の力を受け進化したシグナーの竜「ライフ・ストリーム・ドラゴン」を手に入れた。
ゾーンとの戦いの後、両親から「一緒に住まないか」と誘われ迷っていたが、遊星とジャックのデュエルを通して両親と住むことを決意した。8年後の未来ではDホイーラーになっており、クロウから自分の後任として推薦される程の実力者に成長している。
龍可（るか）
声：寺崎裕香
龍亞の双子の妹。初登場時11歳。シグナーの1人で、竜の手の痣を持つ。
使用デッキは【妖精】。エースカードは「エンシェント・フェアリー・ドラゴン」。幼くしてハイレベルな実力を持つ天才少女。
トップスに龍亞と2人で住んでいる。落ち着いた性格のしっかり者で、龍亞のドジにも呆れながら突っ込みを入れているが、龍亞のことは「自分を守ってくれる存在」として信頼しておりシグナーになることを望んでいた。
3歳で出場したデュエルキッズ大会決勝中に突如昏睡状態に陥り、一ヶ月間デュエルモンスターズの精霊世界を訪れる。エンシェント・フェアリー・ドラゴンから精霊世界を「悪なる者の意思（ダークシグナー）」から守るよう頼まれるが、龍亞の懸命の呼びかけを理由に現実世界に戻った。そして精霊世界を一人で守ることに恐れを抱き、意図せずこの時の誓いを忘れるようになる。
この出来事以降、龍可はクリボンなどのカードの精霊の声が聞こえるようになり、デュエルを行ったりカードの精霊の声を聞いたりすると非常に体力を消耗するようになる。また、自分の力を恐れて人々が遠ざかるのを怖がり、外出を控えるようになる。
セキュリティから逃れてきた遊星が自宅の庭で倒れているのを発見し、龍亞と共に介抱し匿う。当初はマーカーが付いている遊星を警戒していたが、黙って去った彼の言葉のない気遣いと優しさに触れて考えを改める。招待されたフォーチュンカップには出場する気が無く、龍亞に代わりを任せたが、意図的に仕組まれた敗者復活戦を行うことになる。その最中に再び精霊世界を訪れ、エンシェント・フェアリー・ドラゴンとの誓いを思い出した。
ダークシグナーからエンシェント・フェアリー・ドラゴンを助けることを望み、戦いに参加。ゴドウィン邸で龍亞のコンプレックスを聞き入れ、それでも一緒にいたいと想いを打ち明け龍亞と共にサテライトに行くことを決めた。道中、精霊世界に危機が迫っていることを知り、向かった精霊世界で「猿魔王ゼーマン」を倒した後、現実世界に帰還して龍亞と共にディマクを倒し、エンシェント・フェアリー・ドラゴンを救い出した。
その後、龍亞と共にデュエル・アカデミア小等部に通う。本来の実力を意図的に隠しているため、学校での成績はそれほど良くない。WRGPでは、龍亞と共にピットクルーとしてチーム5D'sに参加した。
ゾーンとの戦いの後は、龍亞と共に両親と住むことになった。
ゲーム化作品『遊☆戯☆王ファイブディーズ タッグフォース6』では、何年後（作中では明言されていないが）の未来で主人公の恋人となっている。
ブルーノ
チーム・5D'sのメカニック。#未来人参照。

## 旧サテライト
ナーヴ
声：藤田憲右（トータルテンボス）
サテライトに住む遊星の仲間。頭に巻いたバンダナと顎鬚が特徴。正義感が強い。
タカ
声：大村朋宏（トータルテンボス）
サテライトに住む遊星の仲間。筋肉質で背が低めなのが特徴。心配性で、よく事を不吉なほうへ想像してはナーヴ達に諌められる。
ブリッツ
声：平野貴裕
サテライトに住む遊星の仲間。頭頂部で結んだドレッドヘアが特徴。陽気な性格。
ラリー・ドーソン
声：伊藤実華
サテライトに住む遊星の仲間。サテライトにおける遊星の仲間では最年少の少年。窃盗癖があり、左目の下にマーカーを付けられている。遊星を他の誰よりも信頼し、憧れている。
遊星のためにD・ホイールの強化チップを盗み、セキュリティに追われるが、遊星の活躍により事無きを得て、今後は盗みを行わないことを誓った。その後、シティに旅立つ遊星に自分の大切なカード「ワンショット・ブースター」をお守りとして託した。
ルドガーに操られて遊星と闇のデュエルを行い消滅するが、ルドガーの死により、仲間達と一緒に地縛神から解放された。
マーサ
声：斉藤貴美子
旧サテライト地区にあるマーサハウスという孤児院を営む女性。遊星・クロウ・ジャック達の育ての親でもある。豪気だが面倒見の良い心優しい性格。遊星たち3人は彼女には頭が上がらない。遊星とアキの仲を応援している。
雑賀（さいが）
声：木内秀信
情報収集や電子制御を得意とする何でも屋。以前はシティやサテライトの裏社会で暮らしていた。セキュリティのシステムに容易に侵入できるほどのハッキングの腕を持つ。使用デッキは【マシンナーズ】。
かつてはライディング・デュエルのアマチュアリーグで活躍していたタッグデュエリストだったが、ライディング・デュエル中に事故で相棒のユージを見捨てて自分だけ助かる道を選んでしまったことで、友を見捨てた自責の念から「絆」を嫌うようになった。後日ユージから送られてきた二人の絆の象徴である「マシンナーズ・スナイパー」も絶縁状代わりだと誤解していたが、遊星の言葉でユージの真意に気付き和解を果たした。その後は恩義を感じた遊星達の手助けを進んでするようになる。
ダークシグナーとの決戦時には子供達を守るためマーサハウスに残ったが、居心地の良さを理由でそのまま住み着くようになる。
ギンガ、タイガ、ダイチ、ヒカリ、ココロ
声：豊田奏恵、藤田麻衣、ふくざわるみね、野田愛佳、福田日里
旧サテライトでクロウに育てられていた孤児達。クロウのことを「クロウ兄ちゃん」と呼ぶ。シティとサテライトが一つになった後はマーサハウスで暮らしている。クロウを兄や親のように尊敬しており、WRGPでは度々応援に駆けつけていた。
ロバート・ピアスン
声：泰勇気
D・ホイールのエンジニア。チーム・サティスファクション解散後のクロウと出会い友人となる。クロウと同じ【BF】の使い手で、エースモンスターは「ブラックフェザー・ドラゴン」。数年前に火事によって死亡し、燃え盛る炎の中で助けに来たクロウに愛車「ブラック・バード」を託した。生前はサテライトの子供たちや志を同じくする仲間と共にD・ホイールのエンジンを開発していた。サテライトの子供たちに希望を見せる為に、サテライトの仲間達だけでD・ホイールエンジンの完成を目指し、シティからの援助を断った。
ボルガー
声：岡部涼音
かつてピアスンと共に活動していたクロウの友人。ピアスンの死後、D・ホイール製造会社「ボルガー&カンパニー社」を立ち上げた。
使用デッキは「BF」シリーズのメタとなる【WW（ホワイトウォリアーズ）】。切り札は実際にダメージが発生する危険なシンクロモンスター「ブラッド・メフィスト」。
D・ホイール製造会社の社長だけあり、使用するD・ホイールは圧倒的な性能を誇る。
ピアスンがシティからの援助を断った事を名声を得る為と誤解し、サテライトの人々を雇い助ける為に、ブラッド・メフィストでピアスンを間接的に死に至らしめた。だが、クロウから自らの誤解を知らされ、デュエルに敗北後セキュリティに自首した。
D・ホイールを純粋に愛し、社員を第一に社員のために奮闘していた事から自首後も社長を解任されず、この事件で彼を非難する社員は一人もおらず罪を償い終える日を待つなど、社員にはとても慕われていた。

## 治安維持局関連

### 治安維持局
レクス・ゴドウィン
声：小手伸也
ネオ童実野シティの治安維持局長官、及びイリアステル第360代星護主。表面上は穏やかだが言葉遣いの節々には厳しい面がある。一方（シティ）を生かすために一方（サテライト）を生け贄にすることもいとわないという選民思想の持ち主。竜の痣の真意を知る人物で、赤き竜や星の民など作中で重要とされる様々な事柄の知識や情報を持っている。サテライトの出身だが、それを知る人間は極めて少ない。作中及び本記事中で単にゴドウィンと称される場合はルドガーではなくレクスを指す。
17年前は兄ルドガーと共に不動博士の助手を務めていた。ゼロ・リバースの直前に、博士からはシグナーの3枚の龍のカードを、またダークシグナーとなる決心をした兄からはシグナーの証である「ドラゴンヘッド」が刻まれた左腕を託される。この時、シグナーの戦いに翻弄され互いの神に体を蝕まれた兄を憂い、5000年周期で繰り返される神々の戦いを終わらす決意を固める。
実はサテライトで語り草となっている伝説のD・ホイーラーその人である。当初はサテライトとシティを繋ぐダイダロスブリッジの建築によりシティとサテライトを繋ぐことを夢見ていた。だがセキュリティに追い詰められ、ダイダロスブリッジをD・ホイールで飛翔した事で左腕を損失してしまう。このことがきっかけで運命を変えるには神にならなければならないとの考えを抱く。なお、左手にはデュエルディスクの機能を内蔵した機械仕掛の義手をつけている。
ジャック、遊星、龍可、アキらと接触し、ダークシグナーに対抗するための力の覚醒を促し、フォーチュンカップを開催した。アルカディア・ムーブメントの壊滅後、シグナー達にダークシグナーとの因縁とシティに迫る危機を打ち明けた。
シグナーとダークシグナーとの戦いが始まった頃、自らはモーメントの最深部に向かいルドガーと戦いにわざと敗北してナスカの「コンドル」の地上絵を持つダークシグナーとなり、さらにルドガーの左腕を身体に繋ぎ、その身に二つの神の力を宿すようになる。その真の目的は、冥界の王の力で世界を破壊し、赤き竜の力で世界を再生させること。つまりは神々の戦いによって傷ついていく世界の運命を、神となった自らが干渉し変えることであった。赤き竜の力により集まった遊星達に全てを伝えると、冥界の王を迎える儀式として、遊星、ジャック、クロウとの3対1のライディング・デュエルを行った。
デュエル中に、あらゆる絆を否定し人はみな孤独だと遊星らに説くが、戦いの果てにそれらの言葉は虚構であり実は兄と共に運命に抗おうとしているのだと、遊星に真意を見透かされ敗北した。戦いが終わると穏やかな表情を取り戻し、じきに蘇るダークシグナー達を遊星に託すと、兄弟の絆で運命に決着をつけるべく光の中へと旅立った。
使用するシンクロモンスターは「太陽龍インティ」、ダークシンクロモンスターは「月影龍クイラ」。切り札は最強の地縛神「地縛神 Wiraqocha Rasca（ウィラコチャ・ラスカ）」。
イェーガー
声：柳原哲也
治安維持局特別調査室室長。カールをかけた巻き髪と「ヒッヒッヒッ」という不気味な笑い方が特徴。誰に対しても敬語で喋るが、時折辛辣なジョークを含むなどして人を見下す傾向がある。風船を常用しており、これで空を飛んだりと奇抜な行動が得意である。他の人物からよくピエロと呼称される。
使用デッキは「ジェスター」と名の付くモンスターや「宮廷」と名の付く罠カードを入れた【道化師】。
私人としては、妻アツコ（声：中村祐子）や息子カオル（声：吉岡麻耶）達家族（いずれの顔付きも自らに瓜二つ）を何よりも大切にする。
サーカス一座の両親の間で生まれ、少年時代は一座の一員として働くが、興行はうまくいかず極貧に苦しむ。裕福な生活に憧れを抱くようになり、成長すると治安維持局に勤めゴドウィンに胡麻をすって高い地位を得た。その後はゴドウィンの腹心として暗躍しつつ、「謎の男」からの命令でゴドウィンの監視を行っていた。
ゴドウィン亡き後は副長官となるが、新長官のプラシド達に身の危険を感じ、家族を守るために長期休暇を理由に雲隠れしてしまった。その後は地下水道に住まいを移し、変装しては好物のジャンクフードを調達するという貧しい生活をしていた。
だが、イリアステルとの手掛かりを探す遊星らに見つかり、家族を守るためにイリアステルから逃げ続けるか、協力してイリアステルを打倒するか選択を迫られ、協力することになる。家族はマーサハウスに預け、暫くは遊星達と行動を共にした。
イリアステルが歴史を改竄している事実を知ると、彼らの打倒に協力するために空席だった長官職に就き、事件続きにより開催が危ぶまれていたWRGPの続行を大々的に宣言した。アーク・クレイドル出現時には、市民に迫り来る危機を伝え、治安維持局の職員達も全員退避させると、自らは命がけで職務を全うするべく最後まで町に残った。
ゾーンとの戦い後、治安維持局の解体と同時に市長制を発足させネオ童実野シティの初代市長に就任した。
阿久津（あくつ）
声：湯澤幸一郎
海馬コーポレーションのモーメント研究開発部員。シティを支えるモーメントへの愛をボディランゲージを交えながら熱く語る。

### セキュリティ
牛尾 哲（うしお てつ）
声：落合弘治
セキュリティの警察官。セキュリティ隊員用の白バイタイプのD・ホイールに搭乗する。
使用デッキは警察用語や用具をモチーフにした【ポリスモンスター】。切り札は「ゴヨウ・ガーディアン」。遊星などを相手に対等に渡り合う実力者である。
正義感が人一倍強く、執念深い性格。乱暴な面があり犯罪者に対して過剰な権力を振りかざすことがある。
窃盗容疑で手配中のラリーの逮捕を妨害した遊星に敗れて以来、遊星を捕まえることに情熱を燃やし執拗に追跡するようになる。フォーチュンカップの開催に伴いゴドウィンが遊星に本格的に干渉し始めると、一介の警察官に過ぎない牛尾は手が出せなくなり苛立ちを募らせていた。
ダークシグナーとの戦いにおいて、セキュリティに憧れる少年タクヤや彼を保護しているマーサとの出会いにより、サテライト住民に対する認識を改め、遊星達の良き理解者となった。遊星も当初はサテライト住民や弱いカードを「クズ」と呼び見下す牛尾をデュエリストとして認めていなかったが、遊星とルドガーに操られたラリーのデュエルの際、身を挺してタクヤを救出したことから彼を仲間として認めるようになる。
フォーチュン・カップ後から深影に好意を抱いており、深影がジャックを好きなのも知っているが諦めきれていない。一方でシェリーに鼻を伸ばしていたこともある。
その後は、深影の補佐役となり、犯罪者の追跡・逮捕などの従来の業務の他、近隣の警備やD・ホイーラーのライセンス試験の試験官なども担当し、様々な職務をこなしている。クラッシュタウンでの事件にも駆けつけバーバラ、ロットンの二名を逮捕した。その一方で遊星の仲間である鬼柳および町の住人の犯罪は見逃す情の深さを持つ。
WRGP編のOPのナレーションも務めている。

作中では明らかにされていないが、『遊☆戯☆王』の学園編に登場した風紀委員とは同一人物という裏設定がある。
狭霧 深影（さぎり みかげ）
声：相橋愛子
ジャックの付き人・秘書をしていた治安維持局の女性。
ジャックがサテライト出身と知っていたが、それを物ともしないほど好意を寄せており、「アトラス様」と呼び何かと気をかけている。
立場上、ジャックや上司に当たるゴドウィンに対してはあまり強く出られない描写が目立っていたが、牛尾を初めとして、時にはジャックに対してすらきついツッコミを言い放つなど根はかなり強気な性格。恋敵のカーリーやステファニーとは仲が悪く、顔を合わせては大人気ない喧嘩を展開する。
WRGP編以降はセキュリティ特別捜査課長となり、部下となった牛尾と共にシティの事件解決に尽力した。WRGPでは必ずジャックの応援に来ており、隣席のカーリーやステファニーと共に声援を送っていた。
プロリーグに参戦するためシティを出ようとするジャックを止めようとはせず、カーリーとステファニー共に帰ってくるまでずっと待つ道を選んだ。
風馬 走一（かざま そういち）
声：横田紘一
デュエルチェイサーズの潜入捜査官。主に闇属性のモンスターを使用する。エースモンスターは「デーモン・カオス・キング」。
それなりに立場も高いようで、牛尾に対しても対等な口調で話す。
D・ホイール窃盗団事件で潜入捜査を行っていたが、それを知らなかったジャックの行動により重傷を負ってしまう。その後、ジャックがその窃盗団を壊滅させたことで友人になった。

## ダークシグナー
レクス・ゴドウィン
#治安維持局関連参照。
ルドガー・ゴドウィン
声：武虎
ナスカの「蜘蛛」の痣を持つダークシグナーのリーダー格。
使用デッキは【スパイダー】。ダークシンクロモンスターは「地底のアラクネー」。切り札は、「地縛神 Uru（ウル）」。
痣から生み出したクモを人間に憑かせることでダークシグナーとして操ることが出来る。さらに操った人間をルドガー自身の姿に変えることもできる。冷酷な性格だが、仲間思いの一面も持ち合わせている。
17年前に弟のレクスと共に旧モーメントの開発責任者だった不動博士の助手をしており、その後、研究の中止を進言した博士に代わりモーメントの研究を引き継いでいた。
彼の左腕には元々シグナーの痣があったが、モーメントの起動実験によって起こる異常気象の原因を探るべくナスカの地へ行き、そこでイリアステルの構成員と遭遇。自分がシグナーであることを知った後、モーメント・ウルを通して自らの運命を知ると同時に冥界の邪悪な思念に心を取り込ませる。その後、MIDSから除名された不動博士が作った四枚のカードを回収するが、博士が取り落としてしまった『エンシェント・フェアリー・ドラゴン』のみ取り返した。その後に一時的に本来の意識が戻り、モーメントの力を見届けたいがために自らの「左腕」を切断。その腕と事の顛末を弟に託した上で後にシグナーを集結させて自身を倒すように頼み、モーメントを暴走させ「ゼロリバース」を発動させた。
遊星と2度目の決闘で敗北し、黒い塵になる間際に地縛神を超える最強の神「冥界の王」の存在を遊星に突きつけた直後、自らの左腕の義手を破壊し吊り橋を爆破。遊星を冥界の穴に突き落とした。その後、遊星が冥界の王を倒した際に弟と共に旅立っていった。
ディマク
声：乃村健次
ナスカの「猿」の痣を持つダークシグナー。
使用デッキは獣族と他の種族を併せ持つ【エイプ】。ダークシンクロモンスター「猿魔王ゼーマン」を使用する。切り札は「地縛神 Cusillu（クシル）」。猿の制御装置で龍亞・龍可と対戦し、敗北した。
アニメ本編ではその素性は触れられずに終わってしまったが、関連ゲームである遊☆戯☆王ファイブディーズ タッグフォース6において「誰からも好かれる好青年だった」「地縛神を崇拝する一族の末裔」「邪教の徒として疎まれた一族と自身の復讐のため、ダークシグナーには自分の意思でなった」「事件後は改心し、罪を悔いながら地上絵の監視をしている」といったことが本人の口から語られる。
鬼柳 京介（きりゅう きょうすけ）
声：小野友樹
ナスカの「ふくろう男」の痣を持つダークシグナー。「満足」が口癖。
使用デッキは手札が0枚の時に効果を得る【インフェルニティ】。このデッキのコンボ名を「ハンドレスコンボ」と称する。切り札としてシンクロモンスター「インフェルニティ・デス・ドラゴン」、ダークシグナー時にはダークシンクロモンスター「ワンハンドレッド・アイ・ドラゴン」と「地縛神 Ccapac Apu（コカパク・アプ）」を使用する。
3年前、遊星・ジャック・クロウの前に現れ、自らをリーダーとした「チーム・サティスファクション（満足）」を結成する。サテライトという閉塞された環境の中でも可能な限りの満足を追求し続け、遊星たちとは互いに無二の親友同士となる。しかし、チームによるサテライト制覇を成し遂げた直後から、セキュリティにテロを企てるなど暴走を始め、孤立する。追われる身となった鬼柳を逃がそうとした遊星は自分を犠牲にして鬼柳を助けようとするが、セキュリティは主犯が誰か把握していたため鬼柳は逮捕されてしまう。その際、セキュリティの隊長が遊星の肩をたたき会話しているような素振りを目撃したため「遊星が自分を裏切りセキュリティに売った」と誤解し、深い恨みを抱くこととなる。 サテライトの収容所に送られ心身共に衰弱する中、遊星に復讐するため、独房に現れたダークシグナーの誘いを受けた。ダークシグナー時は以前より遥かに残忍な性格となり、デュエル中は頻繁に高笑いをするなど常に激情にかられるようになった。
1度は遊星を圧倒し地縛神に対する恐怖心と仲間に対する後悔の念を与えたが、2度目のデュエル中に転倒しそうになった自分を立場に関係なく助けようとする遊星の行動を見て、誤解は解け和解した。
遊星が冥界の王を倒したことによって他のダークシグナーと共に蘇り、旅に出た。旅の途中にダークシグナーとしての記憶を思い出し、遊星や罪の無い人々を苦しめ犠牲にしたことへの後悔の念から、自分のアイデンティティである「満足」を忘れてしまう。デュエルに支配され荒れ果てた町「クラッシュタウン」で死に場所を求めるようになり、敗者は死ぬまで労働を強いられる「死の鉱山」へ送られるデュエルを繰り返していた。しかし、自分を助けにきた遊星、自分を慕うニコ達とその親セルジオの死。さらに、死の鉱山で間接的に殺害した人々の墓標を目撃し、自らの行いを後悔したすえ、本来の性格を取り戻した。町を支配していたロットンを倒し、セキュリティに身柄を差し出すが牛尾に見逃され、ニコ達と共に町を建て直すべく「サティスファクションタウン」と改名された町に残った。
カーリー渚（カーリーなぎさ）
声：チャン・リーメイ→金田アキ
厚縁の眼鏡をかけた女性新聞記者。語尾に「～なんだから!」と付ける癖がある。一見容姿は地味だが、眼鏡をとると美人である。
使用デッキは【占い魔女】。事ある毎にカードで占いをする。
ニュースのナレーションをする時によく噛んでしまい、アンジェラからは「カミカミカーリー」と呼ばれている。かなりの妄想癖があるマイペースな性格。人を想う優しさにジャックは惹かれていくようになる。
遊星の痣の秘密を追ううちに病院で入院していたジャックと偶然出会い、成り行きでジャックを一時期匿い共に過ごすうちに恋心を抱くようになる。遊星と鬼柳の戦いの後、ジャックの思慮により一方的に別れを告げられるが、ジャックとの接点を保つべく、シグナーであるアキ、ひいては「アルカディアムーブメント」を調べるために潜入するが、ディヴァインに見つかり、サイコデュエルの末にビルから転落死してしまう。しかし直後に右腕にナスカの「ハチドリ」の痣が浮かびダークシグナーとして蘇った。
ダークシグナーと化した時は性格に残虐さが見られ、言葉遣いも粗暴になっていた。素人レベルだったデュエルの腕も大きくレベルアップしている。
ダークシグナー時に使用するデッキは「占い魔女」シリーズのカードが変化した【フォーチュン・レディ】。切り札はナスカの地上絵の象徴であるハチドリ、「地縛神 Aslla Piscu（アスラ・ピスク）」。
その後は自身の境遇について迷っていたが、冥界の王の指摘を受けて占いを行い、その結果自身の運命を洗脳される形で受け入れ、以後「運命」という単語を多用するようになった。ハチドリの制御装置でジャックと戦うが、ジャックの説得で冥界の王の洗脳は解かれ、最終的にカーリー自ら敗北を選んだ。
冥界の王から解放された後も記者を続けているが、ダークシグナーになった後の記憶は失われており、相思相愛を告げたジャックとの関係もそれ以前の状態である。WRGPでは記者活動よりも、ジャックの応援を優先している。
ミスティ・ローラ
声：皆川純子
世界のトップモデルとして活躍する美女。ナスカの「トカゲ」の痣を持つダークシグナー。
使用デッキは【レプティレス】。切り札は「地縛神 Ccarayhua（コカライア）」。
最愛の弟トビーがダイモンエリアで消息不明となり、後日変死体として発見されてから生きる気力を無くしていき、車を運転中に崖から転落する。死にゆく途中「地縛神 Ccarayhua」が憑依し、ダークシグナーとして蘇った。弟が死んだ際に聞いた「魔女に殺された」という証言から、ダイモンエリアでその威を振るっていた魔女=アキに恨みを抱くようになる。趣味として嗜む顔相（がんそう）占いで死相を見たカーリーに弟の姿を重ね、その身を案じている。
トカゲの制御装置でのアキとの戦いで、「魔女がトビーを殺した」という証言を故意にリークしたディヴァインが真犯人であることを知り、「地縛神 Ccarayhua」でディヴァインを襲い敵を討った。アキに逆恨みであったことを謝罪し、自分を倒し世界を救うよう伝え敗北した。
冥界の王から解放された後は再びモデルとしての活動を続けている。アキとは絵はがきを送るなど交流が生まれている。
ボマー
声：平井啓二
3体の「リアクター」とそれらを合体させた「ジャイアント・ボマー・エアレイド」、シンクロモンスターの「ダーク・ダイブ・ボンバー」を切り札とするデュエリスト。相手のライフポイントに直接ダメージを与えるモンスターを使用する。クロウと同じく貧しい村で育ち、カードによって読み書きを覚えた過去がある。標準的な物に比べ圧倒的に巨大なD・ホイールに搭乗しており、それには永続罠「チャリオット・パイル」型の武器が内蔵されている。
故郷の村を赤き龍の実験で滅ぼしたゴドウィンに復讐するため、フォーチュンカップに出場する。後にその復讐心をルドガーに利用され、ナスカの「シャチ」の痣を持つダークシグナーとして生まれ変わった。クロウとのライディング・デュエル中に、「地縛神 Chacu Challhua」に故郷の人々が捕らわれていることを知り、シグナー達にダークシグナーを倒すように頼んだ。ダークシグナーになった際は、墓地に存在するジャイアント・ボマー・エアレイドを何度も呼び戻すダークシンクロモンスター「ダーク・フラット・トップ」と「地縛神 Chacu Challhua（チャク・チャルア）」を使用した。
戦いが終わると、地縛神から解放された弟のマックスや妹のアニーと再会し、ダークシグナーの時に犯した罪を償うべくナスカの地に移住した。再び地縛神の力が悪用されないよう神殿を作り、弟たちと共に地上絵を見守っていた。

## 主要人物の近親者
不動博士（ふどう はかせ）
声：細見大輔
遊星の父親。下の名前は不明。
海馬コーポレーションのモーメント開発部に所属していた研究者。モーメントの考案者であり、旧モーメント「Uru」の開発責任者でもある。「遊星粒子」とよばれる粒子の研究の第一人者。開発の途中でたびたび発生した不具合からモーメントの秘める危険性に気づき、制御装置を開発する。同時にルドガーと同じくナスカの地上絵にまつわる赤き竜と邪神の戦いと星の民の伝説を元に後の『シグナーの竜』となる四枚のドラゴンのカードを開発してそれらを制御装置の封印として、開発の中止を進言したが政府やスポンサーに受け入れられず、責任者の任を解かれ、開発は助手であるルドガーに引き継がれてしまった。
MIDSから除名された直後、ルドガーによって取り外された旧モーメントの制御装置の封印を解く鍵となっているカードを奪い逃亡する。その際、「エンシェント・フェアリー・ドラゴン」のカードはその場に落としてしまうものの、残りのカードをレクスに託した。赤ん坊だった遊星をいずこかへ逃がした後、ゼロリバースによって妻と共に死亡した。しかし、遊星粒子の特性故か、彼の意志は旧モーメントに宿っていた。
遊星が旧モーメントに落ちた時に遊星の前に現れ、途方も無い運命を背負わせてしまったことを詫びると共に、「運命は必ず変えられる」という言葉を送り、遊星を現世へと導いた。その後も遊星が苦境に陥る度に姿を現し、その都度遊星を助けている。
アーククレイドルの出現を止めるべく、遊星にその危機を伝える。Ｚ－ＯＮＥとの戦いではあまりに絶望的な状況に心が折れかけた遊星を叱り、再起を促して旅立っていった。
不動夫人
遊星の母親。下の名前は不明。
劇中では写真内のみの登場で夫同様にゼロリバースで亡くなる。
十六夜 英雄（いざよい ひでお）
声：岩下政之→稲田徹
アキの父親。ネオ童実野シティの議員。多忙な仕事の合間を縫ってアキとデュエルをするが、その最中に仕事を優先するような態度を取ったことが原因で、アキの怒りを買い超能力が目覚める契機となってしまう。その際アキを思わず「化け物」呼ばわりしてしまったことでアキの心に深い傷を残してしまった。その後、娘への接し方に悩んだ末にデュエル・アカデミアに入学させ事実上放逐するが、その事実も後にアキに知られてしまい、アキからは深く恨まれていた。彼自身も娘に向き合えなかった自分を悔い、悩み苦しんでいた。
しかし、病院でアキに向き合う遊星の姿を見て、自分が娘に対し本当にしてやるべきだったことを気づき、傷つきながらもアキを受け入れようとする姿勢を見せ、ようやくアキとの和解を果たした。その後はアキの良き理解者となり、娘を救った遊星を信頼している。
十六夜 節子（いざよい せつこ）
声：石橋美佳→中川玲
アキの母親。娘が戦うことを心配していたが、夫に説得され共に応援するようになる。
夫同様に遊星を信頼し、街を出る時にも娘の背中を押した。

## デュエルモンスターズの精霊
エンシェント・フェアリー・ドラゴン
声：土井美加
レベル7のシンクロモンスターであるシグナーの竜。5000年前の戦いで赤き竜らと共に邪神をナスカに封印するが、道連れとなりナスカに封印されてしまった。かつて龍可が精霊世界に訪れた時に「悪なる意思が精霊世界を汚染しようとしている」と龍可に伝え協力を仰ぎ、ダークシグナーの脅威に力を貸すことを誓う。
現実世界ではディマクの手に渡っており、精霊世界では「猿魔王ゼーマン」の元で不完全にマイナス化され封印されていたが、龍可やレグルスの活躍によって救出されて以降はカードとなり龍可が所持するようになる。シグナーの竜では唯一人語を使用している。
クリボン
声：石橋美佳
龍可が愛用しているカード。ことある毎に龍可に話しかけているなど龍可の最も身近にいる精霊である。「クリボー」に尻尾が生え、その尻尾にリボンが結び付いたような可愛らしい姿をしている。
トルンカ
声：金田アキ（幼児状態）、中博史（老人状態）
魔法使い族の精霊。実際は老人だがマイナス化の呪いによって幼児化している。様々な魔法の使い手だが、子供の状態では魔法が使えない。一人称は「ワシ」で、老人に戻っても子供っぽい性格。老人に戻った時の姿は遊☆戯☆王デュエルモンスターズに登場した「黒衣の大賢者」と酷似しており、関連作品では本人であることが示唆されている。
レグルス
声：西凜太朗
「エンシェント・フェアリー・ドラゴン」の僕である白い獅子。精霊世界で龍可にカースド・ニードルの呪いから助けだされ、主である「エンシェント・フェアリー・ドラゴン」と共に龍可の所持するカードとなった。
猿魔王ゼーマン（えんまおうゼーマン）
声：高岡瓶々
「エンシェント・フェアリー・ドラゴン」をマイナス化させて従わせようと企む猿のモンスターの精霊。部下達を使って多くの精霊をマイナス化させている。現実世界ではディマクが使用するダークシンクロモンスターとして登場した。

## クラッシュタウンの住民
マルコム
声：青山穣
クラッシュタウンを二分するマルコムファミリーのボス。バーバラを使い、遊星を誘き出して50連勝していたラモンファミリーの手先である鬼柳を排除しようと暗躍した。一時はクラッシュタウンのボスになることに成功するが、弟であるロットンとバーバラの裏切りにより、ボスの座を追われてしまう。セキュリティには逮捕されず鬼柳たちと共に町を復興させている。
ラモン
声：宮下栄治
クラッシュタウンを二分するラモングループのボス。鬼柳を先生と呼んでいたが、道具としてしか見ておらず、デュエルの強さしか信用していなかった。鬼柳が遊星に敗れた後、ロットンとのデュエルに敗北したことで鉱山に連行される。そのことにより、ラモングループは解散し、マルコムファミリーに吸収された。デュエルが行われたものの、先行ワンターンキルされたため、ラモンのデッキは一枚も判明していない。DS用ゲーム「遊☆戯☆王5D's WORLD CHAMPIONSHIP 2011 OVER THE NEXUS」では宝玉獣を使用している。セキュリティには逮捕されず鬼柳たちと共に町を復興させている。
ロットン
声：岩崎征実
デュエル修行の旅から帰ってきた凄腕のデュエリスト。町を支配していた兄マルコムを裏切って新たな支配者となった。
使用デッキは魔法・罠カードをコストに相手にダメージを与えるバーンコンボを得意とする【オーガ】。多人数デュエルも想定した大型のD・ホイールに乗る。
自らをリアリストと称しており、たとえデュエル中であっても暴力行為で相手を排除することに躊躇いを感じない。遊星と鬼柳との変速タッグデュエルに敗れ、潔くセキュリティに逮捕された。
バーバラ
声：岡村明美
クラッシュタウンに住む女性。ラモンが雇っていた自暴自棄になった鬼柳を、かつてのチームサティスファクションのメンバーであった、遊星に鬼柳を助けて欲しいとの手紙を出した。しかし、その真意は街を支配していたラモンファミリーの切り札であった鬼柳を排除するためであった。マルコムの女であったが、強い方が好きということでロットンに乗り換えている。鬼柳・遊星VSロットンのデュエルではニコとウェストを人質にとり遊星たちにサレンダーを要求するなど非道さが際立つ。ロットンと共にクラッシュタウンを支配しようとしていたが、遊星と鬼柳とのデュエルでロットンにも見捨てられ、街に駆けつけたセキュリティに逮捕された。
ウェスト
声：五十嵐裕美
クラッシュタウンに住む少年。チーム・サティスファクションとそのリーダーの鬼柳を慕っており、彼のようなデュエリストになることを夢見ている。一時はニコと共にロットンに捕まり囚われの身となるが鬼柳達の活躍により無事救出された。父が谷底へ消えショックを受けたが、事件後は立ち直り鬼柳と共に生活している。
ニコ
声：矢島晶子
ウェストの姉。ウェスト同様、鬼柳を慕っている。一見おとしやかだが、諦めかけた鬼柳を諭すなど気丈な性格で父が谷底へ消えたさいにショックを受けるも、すぐに乗り越えることができた。一時はウェストと共にロットンに捕まり囚われの身となるが鬼柳達の活躍により無事救出された。事件後は鬼柳と共に生活している。
セルジオ
声：佐々木健
ウェスト、ニコの父親。それまでの人生で何をやっても上手くいかず、子供達のために一山当てる事を夢見てクラッシュタウンにやってきた。始めのうちは勝ち星を掴んでいたものの、デュエルに敗れて鉱山送りにされてしまう。
自らを助けに来た鬼柳や子供たちとトロッコに乗って逃走する際に、「子供達に自分の生き様を見せる」と決意し、追っ手に塞がれていた退路を確保したが、力尽きてそのまま谷底へ落下して生死不明となった。「遊☆戯☆王5D's WORLD CHAMPIONSHIP 2011 OVER THE NEXUS」では生存しており、記憶を失った状態で鉱山を彷徨っている。

## WRGPの参加チーム

### チーム・ユニコーン
チーム・5D'sのWRGP予選第一試合の相手。様々な大会で優勝しており、WRGP優勝候補の中で本命とされている。綿密な偵察行動によって相手の手の内を探り、戦局を常に自分たちの有利に傾けることを得意とする。全員が獣族をメインに構成したデッキとユニコーン型のシンクロモンスターを採用している。それぞれが特出した異なる才能を有しており、それらが相乗作用することで連戦連勝を誇ってきた。WRGP予選ではチーム5D'sに惜敗し、続くチーム・カタストロフ戦においてアンドレとジャンがクラッシュする事態に陥り決勝進出の機会を逃した。
アンドレ
声：加古臨王
チーム・ユニコーンのエース。出身地はスペイン。公式大会で100連勝を記録しており、チームの勝ち星は全て彼が上げている。
基本的に使用するデッキを選ばないが、一角獣のモンスターを中心に構成された【除外シンクロ】を最も得意とする。エースモンスターは「サンダー・ユニコーン」。
ジャン曰く、「限られた手札の中で、直感的に最良の戦術を導き出す超一流のカードプレイングセンスの持ち主」。また、窮地においても臆する事無く冷静に戦術を考えられる精神面での強さも目立つ。唯一の弱点は、1vs1のデュエルの際、敗北した相手の悲しみや悔しさを考え過ぎるあまり、勝てる勝負もわざと負けてしまう甘さであった。その弱点を見抜いたジャンに「チームデュエルならその勝利は1人でのものではなくなり、責任感が生まれる」と諭され、ジャンとチームを組む事を決心し、その実力を余すことなく発揮できるようになった。
ブレオ
声：増田裕生
チーム・ユニコーンのセカンドホイーラー。
使用デッキは「ボルテック・バイコーン」をエースモンスターとした【デッキ破壊】。
かつては自分こそがナンバーワンだと信じる街のチンピラだったが、自分の縄張りに現れたアンドレ、ジャンとのライディング・デュエルで敗北したことにより井の中の蛙だったことを悟り、ジャンに誘われチーム・ユニコーンに入った。人並み外れた記憶力を持ち、事前に分析した対戦相手の行動パターンを読むことでデュエルを終始自分のペースに持ち込む事を得意とする。
チーム・カタストロフ戦後は2人の連続クラッシュを不審に思い、チーム・5D'sに協力を申し出て彼らを応援した。
ジャン
声：内藤玲
チーム・ユニコーンのリーダー。対戦相手を細かに分析し、チームが勝つ為に必勝の策を張巡らす策謀家。チーム内の全メンバーは彼の指示に必ず従い、全幅の信頼を寄せている。
1対1のデュエルにおいて充足した気持ちを得ることができず、同じ境遇にいたアンドレを誘ってチーム・ユニコーンを発足させた。仲間のために負けられないと言う「フォア・ザ・チーム」の精神を重んじ、これまでチーム戦を経験した事がないチーム・5D'sにチーム戦ならではの戦略を幾重にも張巡らせ苦しめた。しかし勝利を目前にした際、それまでの遊星の卓越した戦術を目の当たりにする事で、失いかけていた「一決闘者としての勝利」に渇望し、それを見抜いたアンドレ、ブレオの後押しもあり遊星に勝負を仕掛けるも敗北。しかしジャン含めチーム全員悔いを残す事なく、チーム・5D'sと健闘を讃え合った。
相手の戦術の先の先を読み、相手のキーカードを発動条件を満たす前に破壊する戦術を得意とする。エースモンスターは「ライトニング・トライコーン」。

### チーム・カタストロフ
チーム・5D'sのWRGP予選第二試合の相手。プラシドから受け取った2枚の闇のカードを使ったダーティなデュエルを得意とする。この闇のカードは使用するとその力が実体となって相手に危害を加える。全員がマーカー付きである彼らはその使用を躊躇しない危険なチームである。WRGP予選ではその闇のカードを利用してチーム・ユニコーンをクラッシュさせて勝利するが、続くチーム・5D's戦では完敗を喫した。デュエル後、闇のカードの力は消え使用不可能になっている。
ヘルマン
声：勝沼紀義
ファーストホイーラー。攻撃や効果の発動をすると対戦相手の影から腕のフックを出現させる闇のカード「ヒドゥン・ナイト-フック-」により相手のD・ホイールの後輪をロックし走行不能に追い込みクラッシュを狙う。彼らはこのカードを使って、試合前にはクロウとアキを、チーム・ユニコーン戦ではアンドレとジャンをクラッシュに追い込みいずれも重傷を負わせている。チーム・5D's戦ではクロウと対決し敗北、「ヒドゥン・ナイト-フック-」も使用不能にされてしまう。
ニコラス
声：黒澤剛史
チーム・カタストロフのリーダー。スラム街に住む現状の生活に嫌気がさしていた。闇のカードという曰く付きのカードを使用することへの危機感よりも、それによって得られる栄光を切望し、プラシドから闇のカードを受け取った。チーム・5D's戦ではセカンドホイーラーを務め、効果の発動と同時に相手を嵐で包み込みD・ホイールをクラッシュさせる闇のカード「ドゥームズ・レイ」を使うが、プラシドに用済みと切り捨てられた結果、自身もその影響を受けて自滅し対戦相手のジャックに助けられる。
ハンス
声：下妻由幸
チーム・5D's戦ではラストホイーラーを務めるはずだったが、自身の出番の前にチームが負けてしまった為、チーム・5D'sとのデュエルは行わなかった。

### チーム・太陽
チーム・5D'sのWRGP本選第一試合の相手。田舎で跡継ぎとして育てられ、親の農業を手伝う3人が、太郎の「己の限界を知りたい」という熱意に促され発足した。キーカードである「キーメイス」には、そんな彼らの熱意と希望が込められている。太郎の父が提供した壊れかけの本体をハンガーや空き缶などの廃材などで補強したハンドメイド製のD・ホイール「マシン・デイ・ブレイク」を3人で乗り回して戦う。使用するカードは全て貰い物や拾った物の通常モンスター中心のノーマルカードで構成されている。また、モンスター、罠カードのほとんどがＯＣＧでは昔に絶版になったカードであり、カードのフォーマットも旧式のものになっている。予選中突如現れたディアブロによってデイ・ブレイクが故障し、本選前に直せるか途方にくれていたが、龍亞との出会いから遊星とブルーノの協力を経て無事に修理を終えた。だが決勝第一試合でチーム・5D'sと戦うことになってしまう。デュエルには敗れたものの、これまで公式デュエルでは誰も特殊召喚したことのない「眠れる巨人 ズシン」を呼び出したことには観戦している誰もが仰天し、盛大な歓声、応援を受けた。
林 吉蔵（はやし よしぞう）
声：高坂篤志
ファーストホイーラー。チーム・太陽のムードメーカーで遊星の大ファン。通称ヨシ。「手をつなぐ魔人」と永続罠「スクラム・フォース」で低レベルの通常モンスターに破壊耐性を与えながら守備力を補強、「スピード・ワールド2」の効果で相手に効果ダメージを与える戦術を用い、最初はその消極的であまりにも先が読める単調な戦術とデュエルで飽きた観客達から激しいブーイングを受けるが、実際にはズシンの召喚条件（レベル1の通常モンスターを10ターン守りきり、そのモンスターをリリースする）を達成するためのカモフラージュに過ぎない。
谷川 甚兵衛（たにがわ じんべえ）
声：井上優
セカンドホイーラー。通称ジン。最初は参加にあまり意欲的でなかったが、太郎の熱意に打たれて参加を決意する。田舎者であることにコンプレックスを持っており、レアカードを使うデュエリストには嫉妬する。そのコンプレックスから最初は遊星達からの協力を拒んだ。
田舎での閉鎖的な暮らしに耐えきれず家出し、道中で車のタイヤ交換をきっかけに都会出身のミツル(声：内匠靖明)と仲良くなるも、暴走族とトラブルになった際に仲間を見捨てて逃げる姿に幻滅し、同時に太郎達が自分を追って助けに来たことで地元に戻ることを決めた。
戦術は吉蔵と同様で「手を繋ぐ魔人」で「キーメイス」を守ることに終始する。
山下 太郎（やました たろう）
声：川本成
太陽のリーダー。ラストホイーラー。裏表の無い素朴な性格で、接触事故で怪我をした龍亜を手当てしたり、試合でも龍亞が遠慮している節を見せてもそれを咎めず、全力勝負を求める実直さも持つ好人物。やや天然な一面がある。エースカードは召喚条件の難しさを除けば三幻神にも並ぶと言われる「眠れる巨人 ズシン」。
自分達の可能性を信じ、チャレンジするその精神は遊星に初心を思い出させた。当初、吉蔵と甚兵衛の父は跡継ぎが居なくなることを危惧して参加には反対していたが、世界大会で偉業を成し遂げ世界中の人々から絶大な応援を受ける我が子たちを見て、考えを改める。太郎の父もまた、息子達の輝きに感動していた。

### チーム・ラグナロク
チーム・5D'sのWRGP決勝第二試合の相手。「極星」の名を持つモンスターや「極星宝」と言う名の罠をはじめ、北欧神話をモチーフとしたカードを使う。D・ホイールはヴァルハランダーの1～3号機を使用する。3人共が一流の技量と絶大な人気を誇るプロのライディングデュエルチームであり、その実力は遊星が自分達以上と認めるほどである。また、3人はそれぞれ「星界の三極神」と呼ばれるシンクロモンスターを所持し、その継承者の証として「ルーンの瞳」と呼ばれる左目を持つ。この目は赤き竜の痣と似たような性質を持ち、保有者に危険が迫った時には奇跡的な力が発動しその危機を回避できる。三極神とルーンの瞳によってシグナー同様ネオドミノシティの空中に出現したアーク・クレイドルが見えており、イリアステルにより歴史が改竄された事実を認識している。チーム・ニューワールドを倒す事で、やがて訪れるであろうフィンブルの冬の正体を突き止めラグナロクを阻止しようとしている。チーム・5D'sとは共通の目的を持つが、三極神が拒んでいるため共闘を断った。
決勝第二試合では、三極神と赤き竜の力が共鳴したことにより、三極神の攻撃が実際の痛覚を伴うものと化した。試合に敗北後、三極神と共にチーム・5D'sの実力を認め、世界を救う使命を託した。
その後、旧モーメントで発生しているマイナスモーメントを三極神の力でプラスのモーメントへ変化させ、その力で実体化させた魔法カード「虹の橋 ビフレスト」をダイダロス・ブリッジに架けアーク・クレイドルへの道を拓いた。
ドラガン
声：宮健一
「北欧の死神」の異名を持つデュエリスト。
使用デッキは【極星獣】。エースモンスターは「極神皇トール」。
3年前、「極神皇トール」の発掘調査の際に崩落事故に遭った父親（声:伊藤栄次）の治療費を稼ぐためにゴドウィンの差し金でジャックと戦う。だが、この試合はジャックのキングとしての地位を磐石にするための八百長であった。プライドを深く傷つけられ無謀な冬山登山を繰り返すようになるが、ハラルドに諭され復讐のためにWRGPに出場する。
WRGPでは雪辱を果たすべくジャックと対戦するが僅差で敗北した。デュエル後、ジャックの力量を潔く認めている。
デュエルでは攻撃力の低いモンスターを罠やモンスター効果で補助する戦術を得意としている。
ブレイブ
声：木村良平
「変幻自在のトリックスター」と呼ばれているデュエリスト。
使用デッキは【極星霊】。エースモンスターは「極神皇ロキ」。
かつては一匹狼のトレジャーハンターだったが、財宝発掘の途中に出会った10人の戦災孤児を放っておけず、面倒を見ることになる。やがて、子供達が両親を失った紛争の背後にイリアステルが関連している事を知り、一矢報いようと決心する。その後、ロキのカードを求め島を訪れたハラルドから自身がロキの継承者であることを知らされると、その使命を受け入れ仲間となった。
WRGPではドラガンから引き継いだ「トール」と自分の「ロキ」でクロウを苦しめるが、クロウの奇策の前に引き分け、互いに守りたい子供達への想いを認め合った。
デュエルでは「頂戴するぜ」と言うのが口癖で、観客に向かって派手なパフォーマンスをする。窮地に陥ったフリをして「なんてな」と相手の戦術の裏を突く反応力の高さと、必要とあれば神ですら破壊する変幻自在のトリックプレイが持ち味である。
ハラルド
声：小野坂昌也、少年期：小見山佳巳
チーム・ラグナロクのリーダー。
使用デッキは「極星天」、「極星邪」、「極星將」と名の付いたモンスターで構成された【極星】。エースモンスターは「極神聖帝オーディン」。
代々三極神の伝承とオーディンのカードを受け継いでいる一族の出身。少年の頃に、執事のセバスチャン（声：松本忍）から世界が破滅すると言う伝承と自分がやがてその脅威と戦う運命だと知らされ、デュエル巡礼の旅で自分を磨きオーディンの継承者として成長を遂げた。その後、空軍の大佐となるが任務中に世界の危機を感じ取り、世界を救うとの名目で退役。残りの三極神の継承者であるドラガンとブレイブを探し集め、イリアステルを倒すべくWRGPに参加する。
当初は、不動博士がゼロ・リバースを引き起こしたことから遊星に破滅の運命が付き纏っていると信用していなかったが、デュエルを通して遊星が人の可能性を導く存在だと感じ、世界を救う使命を託した。

## 未来人

### イリアステル滅四星
モーメントの負の回転により破滅した未来で最後に生き残った4人の人間。世界と人類を再生する方法を模索するが実らず、ゾーン以外の3人が老衰死する。ゾーンは仲間3人の精神をデータ化し、彼らの若かりし姿を模した精巧なロボットに移植した。彼らは「破滅の未来を変える」という目的の元、過去へと渡り様々な手段を講じた。
彼ら4人の名前は本名ではなく、コードネームである。ゾーン以外の3人は生前の精神を複製移植したロボットである。設定上はイリアステル滅四星と呼ばれ、それぞれ「無限界帝Z-ONE」、「絶望のアポリア」、「戦律のアンチノミー」、「逆刹のパラドックス」という呼称がある。メンバーのロボットは左利きであるのも特徴(アンチノミーは生前右利きだった)。
ゾーン （Z-ONE）
声：石川英郎
破滅した未来の「最後の一人」を名に冠する未来人。イリアステルの結成以降、全ての事件を陰で操ってきた黒幕。他の未来人達の精神的な支えであり、希望でもある。アポリアと出会った時には右半身に義手・義足を着けていたが、研究が進むに連れ遊星号に酷似した外見のD・ホイール「モーメントコア フライ・ホイール」に搭乗するようになる。このD・ホイールはライフ回復のカードを利用した生命維持装置も兼ねている。
使用デッキは【時械神】を中心に旧約聖書をモチーフにしたデッキ。全10体の「時械神」と切り札「究極時械神セフィロン」の変則的な効果と、手札から発動できる罠によって相手を翻弄する戦術を取る。その実力は仲間達の中でも群を抜いており、戦術の立て方や思考には遊星の影響が見られる。
元は遊星達の時代からおよそ200年後の未来のネオ童実野シティの科学者で、機皇帝出現の原因が人々の欲望によりモーメントが暴走したためと悟るが、自身の力では人々の心を変える事が出来ず、自らをかつて英雄と呼ばれた「不動遊星」へと改造した。「クリアマインド」を修得し、「シューティング・スター・ドラゴン」で多くの人を助けることに成功する。人々に互いに助け合う正しい心を説いて世界を変えようとするが、世界中を巡る前に暴走したネットワークがモーメントの負の回転による爆発を選んだため、目の前で一度は救った人々を全て失う。その後、生き残ったアンチノミー、パラドックス、アポリアら3人を仲間にし、共に長い年月を人類再興の研究に費やすが、研究の失敗と彼の支えとなっていた仲間達の死の中で深い孤独を味わう。
本心では遊星達が変える未来を見届けたかったが、既に生命維持装置が限界寸前で自らの時間がなかったこともあり、世界を救う為にはモーメントまたはデュエルモンスターズを歴史から抹消し過去を修正するしかないと判断し、仲間達のロボットを利用して現代で暗躍していた。
アーク・クレイドルで遊星との決戦に敗れ、限界を超えた生命維持が終わりを告げて死を迎えようとしていた。最終的にはデュエルに勝利した遊星から自分の行いは「モーメントにまつわる警告として現代の人々に刻まれた」と完全に否定されなかったことで希望を取り戻した。そして、自らは遊星達に未来を託してアーク・クレイドルを浮上させるために自ら旧モーメントに特攻し、死んだ仲間達の元へ行ける事に安堵して姿を消した。
北米版ではWRGPで物語が終了しているため、ほとんど出番がなく、最終回ではアポリアの計画失敗に伴い絶望の末に死亡している。
アポリア
声：根本正勝、老年期の声：菅生隆之
ゾーンの仲間の未来人。少年期に両親と、青年期に愛する女性と死別し、老年期に人類の滅亡を見届けたという、3つの絶望を経験している。
使用デッキは【機皇】。「機皇神マシニクル∞3」や三皇帝が使用した「機皇帝」などを使用する。
自らを絶望の番人と称し、その性格はホセに近いが若干感情的であり、「絶望」という言葉を多用するのも特徴。
行き倒れになりかけた時にゾーンと出会い行動を共にする。老衰し息を引き取る際、ゾーンに自らが絶望を経験した3つの時代の姿をルチアーノ、プラシド、ホセという3つのロボットとして製作させた。
現代においては三皇帝が合体した姿(滅四星のロボットの中では唯一生前の姿を模していないが、合体した姿は三皇帝の特徴がうかがえる)としてWRGP最終戦でその姿を現した。三皇帝のD・ホイールが複合した「T（トリニダード）・ウロボロス」と合体することで「無双態」、フィールド魔法「機動要塞フォルテシモ」と合体することで「超弩級態」となり、最終的にフィールドの崩壊に巻き込まれた事によって「終局態」となった。
アーク・クレイドルでジャック・龍亞・龍可とデュエルをした際に、かつての自分も希望を求めていたことを思い出し、友人のゾーンにも希望を取り戻して欲しいとデュエルで説得を試みる。ゾーンに敗れると、自らが最後の希望と信じるチーム・5D'sに全てを託し、遊星号を空を飛べるよう強化を施して機能を停止、第二の生涯に幕を閉じた。
北米版ではWRGPで物語が終了するため、アポリアが最後の敵となっている。
アンチノミー（ブルーノ）
声：田中宏樹
ゾーンの仲間の未来人。本名はジョニー。若い頃はプロチーム「チーム・デルタ」のD・ホイーラーとして活躍していた。着用しているスーツもそのチームの物。遊星達のようにデュエルを通じて人々に希望を与えられる事を信じ、シンクロ召喚が争いの引き金となる事が懸念されながらも本来の使い方を示すべくシンクロ召喚を使っていたが、それによって世界が荒廃したことにより死を受け入れようとするが、絶望の中でも希望を捨てずに戦うゾーンの姿に感動し彼の研究を手伝うようになる。
使用デッキは機械族としても扱うモンスター効果を持つ【TG（テックジーナス）】。「アクセルシンクロ」、「デルタアクセルシンクロ」による強力なシンクロモンスターを切り札とする。スタンディング・デュエルを行なったことは1度もない。
ロボットのアンチノミーには、チーム・5D'sに助力して彼らの進化を促す使命が与えられ、彼らの信頼を完全に得るためその記憶は消去された。「謎のD・ホイーラー」として、遊星に機皇帝への対抗策である「アクセルシンクロ」の可能性を指し示す一方で、普段は凄腕のメカニック「ブルーノ」としてチーム・5D'sのD・ホイールの新型エンジン開発に協力することになる 。
ブルーノの姿の時は、D・ホイールのことになると我を忘れていじりまわす穏やかでマイペースな性格だが、謎のD・ホイーラーに覚醒すると冷静な性格となり、口調までも様変わりする。D・ホイール、デュエルに関する豊富な知識と、驚異的なD・ホイールの走行技術を合わせ持つ。先端が異様に長いD・ホイール「デルタ・イーグル」に搭乗する。
遊星達に同行したアーク・クレイドルで全ての記憶を取り戻し、自分の正体を明かして「アンチノミー」として遊星と対決する。だが、内心では遊星を信じており、全ては「デルタアクセルシンクロ」を見せ、遊星のアクセルシンクロを新たな次元へ進化させるための命を賭した行動だった。デュエル後、発生したブラックホールの磁場から遊星を救うため犠牲となり消滅した。
彼のトレードマークといえるサングラスは遊星が回収しており、DVDで追加されたシーンではWRGP優勝時の記念写真とともに飾られている。
北米版ではWRGPで物語が終了しているため、正体を明かすことも遊星たちと敵対することもなく生存している。
また、タッグフォース6でも、主人公の助けにより生存している。
パラドックス
声：田村淳（ロンドンブーツ1号2号）
ゾーンの仲間の未来人。生前は研究者だった。
使用デッキは特定のモンスターを除外すると特殊召喚できる効果とフィールド魔法が存在しない場合自壊する効果を持つ青眼の白龍、サイバー・エンド・ドラゴンといった歴代デュエリストのカードをモチーフとした【Sin】。
アポリアによる回想では放浪の旅を続ける中で、一向に生き残った人類を見つけることが出来ず、行き倒れになりかけていた老齢期のアポリアを、ゾーン、アンチノミーと共に救い、仲間として迎え入れた。
2人と同様にゾーンによって作製されたロボットのパラドックスは、シンクロ召喚が生まれる原因であるデュエルモンスターズそのものを消滅させるべく、未来から送り込まれた。
映画『10thアニバーサリー 劇場版 遊☆戯☆王 〜超融合!時空を越えた絆〜』で初登場した。詳細は映画の記事を参照のこと。

### イリアステルの三皇帝
未来人アポリアの分身である3体のロボット。過去へタイムスリップしてイリアステルを興すと、イリアステルの三皇帝として君臨する。様々な時間軸に干渉することで、意のままに現実を改変出来る。サーキットを完成させてアーク・クレイドルを出現させようと目論んでおり、そのためだけにWRGPの企画を立ち上げるなど、あらゆる手を尽くしてシグナーの力を利用しようと企んでいる。当初は治安維持局の長官職に就いていたが、後に歴史改竄を起こして表舞台に立つとその職務を自ら放棄した。
共通して「機皇帝」を切り札としており、「無限」「インフィニティ」と名の付くカードを使用する。また、ライディング・デュエルを行うときには道路に∞のラインが出現しデュエルのダメージが現実のものとなる。
彼らは自分達が元々一人である事を知らされていなかったが、遊星に敗れたプラシドが修復された際にそれを知ることになる。
WRGPでは、アーク・クレイドルの出現を磐石にするべく歴史を改竄させてチーム・ニューワールドとしてエントリーを果たす。WRGP決勝戦でのチーム・5D'sとのデュエル中に合体しアポリアへと姿を変えた。最終的にチーム・ニューワールドはチーム・5D'sに敗れたが、アーク・クレイドルの出現は成功させている。
プラシド
声：根本正勝
「機皇帝ワイゼル∞」を使うアポリア青年期を模したロボット。
非常に好戦的で短気な性格で、目的のためには手段を選ばない狡猾な一面も覗かせる。作戦を独断で決行したり仲間の忠告を無視することが多く、仲違いをすることが多い。惨劇や愚行を繰り返す人間全てを虫けら扱いして軽蔑しており、シンクロ召喚はその忌むべき歴史の進化の象徴だとして嫌悪している。完全なサーキットを完成させようとするホセとは対照的に強引な方法で早期出現を企てる。
所持する長剣により、空間を引き裂いて移動することができ、手をかざすことで機械に直接プログラムをインストールできる。搭乗する3輪のD・ホイール「T-666（テリブル・オーメン）」に長剣を刺すことでD・ホイールと合体し、真の姿である「究極態」となる。
自分たちの計画を赤き竜が邪魔をするのではないかと警戒している。「スターダスト・ドラゴン」を奪うべく様々な作戦を用いてチーム・5D'sと接触していくうちに、自分を敗北させた遊星に執着し異常な敵意を見せるようになる。
ゾーンによって修復された際に自分達がアポリアの分身であることを知らされ、決勝戦ではアポリアになる前に遊星を倒そうとするために作戦を無視するが、ホセに窘められ、アポリアとなって遊星と戦うために本来の役割に徹して「無限牢」と「無限霊機」を守り、「ワイズ･コア」を残した。
ルチアーノ
声：吉田仁美
「機皇帝スキエル∞」を使うアポリア少年期を模したロボット。
時に味方に対してすら挑発的な態度をとり見下した発言をする残虐的な性格だが、WRGPではそれなりの協調性も見せている。「キッヒャッヒャッ」と特徴的な笑い方をし、他の人間に擬態する能力を持つ。ライディング・デュエルではD・ホイールの代わりにデュエルボードを使用し、合体することが可能。このデュエルボードはルチアーノのD・ホイール「A・ファブニール」を改造したもの。
一度デュエルアカデミアにイースト校からの編入生として現れ、シグナーである龍可に接触して「エンシェント・フェアリー・ドラゴン」を奪おうと試みたこともあるが、龍亞の介入によって失敗に終わっている。
決勝戦ではジャックと戦うが「機皇帝スキエル」の効果をかわされ、「スカーレッド・ノヴァ・ドラゴン」の攻撃を受け、敗北した。しかし、本来の役目は「機皇神マシニクル」と「機皇帝グランエル」の召喚の基盤として必要な「無限牢」と「無限霊機」の発動及び「スカイ･コア」を残すことであった。
ホセ
声：菅生隆之
「機皇帝グランエル∞」を使うアポリア老年期を模したロボット。
冷静沈着な性格で、完全な形でのサーキット完成にこだわっている。腹部にはデュエルディスク、右腕のリングにはデッキホルダーがそれぞれ収納されている。D・ホイールを片手で楽々と持ち上げる怪力を持ち、D・ホイールと並走できるなど身体的な能力は非常に高い。D・ホイール「G（グリーフ）・ヘカトンケイル 」と合体することで、真の姿である「獣輪（じゅうりん）態」となる。
人間の可能性に興味を示し、サーキットを完成させる際にもそれに照らした作戦を立てるが、一方で自分達も含め人間は自分勝手で愚かな生き物だと侮蔑しており、シンクロモンスターは人間の進化を象徴するおぞましい存在だと感じている。
決勝戦ではルチアーノとプラシドが残した「無限霊機」と「機皇帝グランエル」のコンボでジャックとクロウを一蹴して遊星と対戦、やがて訪れる破滅を告げた。そのターンではグランエルを倒されるが、直後にアポリアとなって「グランド･コア」を回収した。

## その他
炎城 ムクロ（えんじょう むくろ）
声：矢薙直樹
打倒キングに命を懸けるD・ホイーラー。「スカル・フレイム」を中心としたデッキを操る。第143回デュエルキング争奪戦とその後の再戦でジャックに連敗する。フォーチュンカップでリベンジするため死羅（声：岡部涼音）に成りすまし出場するが、遊星に敗北した。
イリアステルによる干渉の無かった歴史では、不動遊星、十六夜アキと共にチームを組み「ペガサス・J・クロフォード杯トリニダート・ライディングデュエルグランプリ」と呼ばれる大会に優勝したとの事実が判明した。
MC
声：ベルナール・アッカ
ライディング・デュエルのMC。長いリーゼントが特徴。デュエル・オブ・フォーチュンカップやWRGPの司会や実況も務めた。高いプロ意識を持ち、チーム太陽が歴史的な偉業を成し遂げた時には号泣し興奮しながら太陽を称える実況をしたり、遊星やゾーンによりシティの建物が倒壊し、危険な状態になってもその場に残って遊星達とのデュエルを実況した。特に遊星VSゾーンの時は、最初は避難勧告に従って避難していたが、引き返して実況をしている。二人のデュエルに見惚れて住民の避難が遅れないようにという配慮もあった。
ディヴァイン
声：松風雅也
アルカディアムーブメントの創設者にして総帥。
使用デッキは【サイキック族】。切り札は「メンタルスフィア・デーモン」。
性格は一見温厚な人格者に見えるが、その本性は狡猾かつ傲慢極まりない卑劣漢である。その根底には異端者として世間から差別されてきたことへの深い復讐心が存在し、サイコデュエリストを兵士として育成し世界を掌握するのが目的。自分以外のサイコデュエリストは捨て駒か都合のいい操り人形程度にしか見ておらず、それは腹心で父のように慕っているアキとて例外ではない。そのエゴイスティックな価値観から、ミスティの弟であるトビーを実験の果てに死に至らしめた。
世界を裏から操るイリアステルの存在を認知しており、アルカディアムーブメントの大敵としていた。ゴドウィンがサテライト出身者であることを知っており、その情報を使って治安維持局によるアルカディアムーブメントへの介入を阻止していた。
アルカディアムーブメントに侵入したカーリーをサイコデュエルで殺害するが、ダークシグナーとして蘇った彼女との再デュエルによって叩きのめされ、本部ビルの崩壊と共に姿を消す。しかし、自らの野望を実現させるため、治安維持局の捜査官と偽って遊星に接触。彼を罠に陥れて動けなくした後、アキの破壊衝動を復活させ、ミスティとのデュエルに干渉を始める。だが、罠から抜け出した遊星にトビー殺しの真相を暴露され、トビーを役立たずと罵ったことがミスティの逆鱗に触れ「地縛神 Ccarayhua」に捕食されるかのように魂を吸収された。
北米版では、端的にいえばイリアステルに対抗する正義の味方となっており、セキュリティと戦っていて更にダークシグナーとの戦いの後生還して、イリアステルの歴史介入を阻止していたことがアポリアから語られている。
矢薙 典膳（やなぎ てんぜん）
声：外波山文明
アショカ・ピラーなどオーパーツをモチーフにしたカードで構成された【秘宝】（水晶ドクロ）」を所有する老人。ネオ童実野シティの外部からやって来た旅人であり、不法侵入の罪により収容所へ送られた。不思議なことを求めて世界各地を旅しており、南米にいた時に星の民の伝説を知った。また、各地の収容所を渡り歩いているため、収容所内でのルールを熟知しており、身体の至る所に自分のカードを忍ばせている。初対面の人物にも気さくに話しかける陽気な性格。
カードの効果やデュエルのセオリーを全く理解していない、純粋なカードコレクターであり、自分がこよなく愛する「秘宝デッキ」を他人に見せたがっている。
世界中を旅していたため、秘宝や伝説などに関しての造詣が深く、シグナーやそれに纏わる超常現象にも大きな関心を抱いている。
収容所を出る遊星に永続罠カード「トーテムポール」を託した。その後、氷室と共に収容所を出所し遊星と再会する。ダークシグナーとの決戦でサテライトに向かう遊星たちを氷室と共に見送った。
氷室 仁（ひむろ じん）
声：楠大典
「牛鬼」を軸とする蜘蛛デッキを扱う元プロデュエリスト。カードの効果やデュエルのセオリーを知り尽くしている。両頬にマーカーを付けている。
かつてジャックにライディング・デュエルで敗北し、プロデュエリストを引退。その後は地下での違法の賭けデュエルや酒に明け暮れる日々を過ごし、鷹栖に濡れ衣を着せられ収容所へ送られた。そのため、プロデュエリストだった頃のことを話されるのを嫌っていた。
収容所では取り巻きを連れて腐っていたが、遊星とのデュエル後、本来の熱い心を思い出し、クズと蔑んでいた矢薙とも和解した。収容所を出所する遊星に雑賀に会うように伝え、「大牛鬼」を託した。後に矢薙と共に収容所を出所し、遊星達に同行するようになる。
鷹栖（たかす）
声：石井康嗣
収容所の所長。鼻毛を抜き、辺りに吹きかける癖を持つ。
使用デッキはデッキ破壊を目的とした【C（チェーン）】。
サテライト住民を忌み嫌い、収容所でその権力を振りかざしている。収容者に何のためらいもなく暴力を振るう、遊星に拷問をしてもやめず続行する、氷室に冤罪を被せる等、傲慢かつ卑劣な性格をしている。
ゴドウィンの命令で、遊星の右腕から消えた竜の痣を研究員と共に調べた。その後遊星とのデュエルで、監視カメラを利用して手札のカードを盗み見るなどの姑息な手を何度も使っていながら寄せ集めのデッキを使った遊星に敗北したため、そのデュエルを見ていたゴドウィンから「収容所をまとめていく技量がない」と判断され辞職させられた。
北米版では表現規制に伴い鼻毛の描写がカットされている。
早野 天兵（はやの てんぺい）
声：菊池こころ
トップスに住む、龍亞と龍可の友達。ダイモンエリアに現れる「黒薔薇の魔女」に挑戦しようとしていたが、その場に現れた黒薔薇の魔女の力に萎縮して結局デュエルはできなかった。WRGP編では、龍亞達と同様にデュエルアカデミアの小等部に通っており、同じクラスで学んでいる。
アンジェラ
声：樋口智恵子
勝ち気でドライな性格の女性記者。ニュースキャスターとしても活躍している。実はゴドウィンが便宜を図っており、有事の際の報道を任されていた。
ゾラ
声：吉沢希梨
マーサの友人。未亡人であり、夫が遺した「POPPO TIME」という時計屋を引き継ぎ、チーム5D'sには大家として店の地下にある車庫と住居を提供している。遊星には甘いが、クロウには厳しい。
レオ
声：興津和幸、藤田麻衣（幼少期）
ゾラのひとり息子。一人称が「オレっち」、語尾には「〜ッス」という独特な口調で話すお調子者。遊星たちが使用する部屋は元々は彼のものであった。時計をテーマとしたギャンブルデッキを使う。エースカードは父親から託された「時の魔術師」。
3年前に「POPPO TIME」のシンボルであるカラクリ時計を壊してしまったことで、ゾラと真剣に向き合えずに悩んでいたが、クロウの協力により和解し、カラクリ時計も見事に修理した。
ステファニー
声：りりあん
遊星達の住居の向かいにある喫茶店「CAFE LA GEEN」のウェイトレス。常連客であるジャックに好意を寄せている。ジャックと親しげにしているカーリーと深影を目の敵にしている。がに股が特徴。チーム・5D'sの応援を通してメンバーとの交流を深めていった。
ルドルフ・ハイトマン
声：川原慶久
龍亞たちが通うデュエル・アカデミアの教頭。「○○であります」が口癖で、「落ちこぼれの人間はエリートの踏み台にしかならない」というエリート至上主義に固執している。
使用デッキは攻撃時の相手の魔法・罠カードを封じる【古代の機械（アンティーク・ギア）】。エースモンスターは「古代の機械巨人（アンティーク・ギア・ゴーレム）」。
デュエル・アカデミアの偏差値が下がっていることを理由に、最も成績の悪い龍亞たちの所属する初等部の生徒全員を退学処分にしようとし、校長から暴走を止めてほしいと依頼された遊星とデュエルを行った。
低レベルモンスターの「古代の機械像（アンティーク・ギア・スタチュー）」を使って高レベルモンスターの「古代の機械巨人」を３体並べるコンボを披露して自身の主張の正当性を示したが、龍亞のクラスメイトから借りた低レベルチューナーを利用した遊星のコンボにより敗北、自分の考えが間違っていたことを認めて退学処分を撤回した。
ゴースト
声：川中子雅人
イリアステルの三皇帝が操るライディング・ロイド。
エースモンスターはプラシドと同じ「機皇帝ワイゼル∞」。
元々はセキュリティが違法なD・ホイーラーを取り締まる目的で開発を進めていたが、プラシドが自らの手足とさせるべく試作機を盗み改造を施した。自らをシンクロキラーと称し、シンクロモンスターを不要として排斥しようと目論む。夜中にシティの高速道路に出没しては誰彼構わずD・ホイーラーにライディング・デュエルを挑み、次々と相手をクラッシュさせていた。
最終的に遊星とのデュエルに敗れ大破し、遊星らが回収してセキュリティに引き渡された。
偽ジャック
声：星野貴紀
ジャックの姿を模したライディング・ロイド。三皇帝によって作り出され、ジャックにシグナーの力を使わせサーキットの完成を早めるべくホセにより送り込まれた。使用するデッキはジャックの物とほぼ同一。戦術や口調は「キングを名乗っていたころの過去のジャック」とも言える存在である。ルチアーノがコピーした3枚の「レッド・デーモンズ・ドラゴン」を所有している。通常の「レッド・デーモンズ・ドラゴン」とは違い、紫、青、黄色になっている。遊星、クロウとのいざかいから「レッド・デーモンズ・ドラゴン」を召喚しなかったジャックを一度は倒すことに成功するが、仲間の危機に立ち上がったジャックによって敗北した。
ディアブロ
声：川中子雅人
ゴーストの発展型のライディング・ロイド。
使用デッキは【A・O・J（アーリー・オブ・ジャスティス）】。
プラシドが遊星から盗んだプログラムをB地区に隠していたゴーストにインストールして完成させた。B地区から姿を消して以降消息不明だったが、WRGPの最中に乱入した。デュエルモードを強制的にバトル・ロイヤルモードに書き換え、多対一という状況を作り出して相手に反撃の隙を与えず波状攻撃を仕掛けるのが常套手段。
WRGPの参加者を次々とクラッシュさせたが、遊星やジャック・ブルーノら複数のD・ホイーラーにより全て倒された。
シェリー・ルブラン
声：中川えりか
壮麗な容姿の女性D・ホイーラー。西洋の騎馬を連想させるD・ホイール「シュトルム・ウント・ドランク」を駆る。百年戦争・フランス革命・七月革命をモチーフにしたカードを使用し、エースモンスターは「フルール・ド・シュヴァリエ」と「時花の魔女-フルール・ド・ソルシエール」。
カード産業を営むルブラン家の一人娘として育ったが、会社がある企業に買収されかけ彼女の父がそれを拒否した結果、何者かによって両親を殺されてしまう。彼女自身はミゾグチに助けられるが、その企業は執拗に追ってきたため世界各地を転々としながら生きてきた。企業が狙うのは両親が生前彼女にプレゼントしたテディベアの中に隠してあった魔法カード「Z-ONE」である。やがてその企業を裏で糸を引く存在がイリアステルであることを知り、復讐のためにWRGPに出場する。
遊星をスカウトする目的で対決したデュエル以降、彼のデュエリストとしての素質に惚れ込み、その後もチーム・5D'sに接触を図るようになる。結局WRGPにはミゾグチと二人で出場することになるが、予選初戦では一人で3人抜きを果たしている。
イリアステルの手掛かりを掴むため、遊星・ブルーノとME社に潜入した際に、一人次元の狭間に取り残されてしまう。そこで父の姿を借りたゾーンに出会い、破滅の未来に関わる真実を知り、復讐が無意味であったことを悟ると、過去を変えるためゾーンに協力する道を選ぶ。その後アーク・クレイドルでクロウ・アキと戦ったことで改心し、チーム・5D'sの仲間となった。
北米版ではWRGPで物語が終了するため、異次元に消えたまま帰ってこない。
ミゾグチ
声：松山タカシ
ルブラン家に仕える執事。幼いシェリーを連れて逃亡を続け、彼女が成長してからはその復讐をサポートしている。武士（もののふ）と名の付く戦士族で構成された「武士道デッキ」を使用。エースモンスターは「不退の荒武者」。年齢的な衰えを感じさせない屈強な肉体を持つ。チーム・5D'sがアーク・クレイドルへ向かう際にクロウに「Z-ONE」を託しシェリーを説得するよう頼んだ。
紅蓮の悪魔のしもべ（ぐれんのあくまのしもべ）
声：藤原祐規
紅蓮の悪魔こと地縛神スカーレッド・ノヴァに仕える使い魔。炎を人型にした小人のような外見をしている。
使用デッキは相手の攻撃を躱しつつ効果ダメージを与える【黄泉】。エースモンスターは「黄泉の邪王 ミクトランコアトル」。
ジャックを生贄にして復活を狙うスカーレッド・ノヴァの命を受け、ボマーやマックスを無意識の内に操ってジャックをナスカに呼び寄せた後、圧倒的な力を求めるジャックに「紅蓮の悪魔との儀式に勝利すれば力が得られる」と唆してデュエルを仕掛ける。
攻撃を受け流し利用するデュエルでジャックを追い詰めるも、ジャックがかつてのシグナーの祖と同じバーニングソウルに目覚め、スカーレッド・ノヴァの力を全てジャックに奪われて計画が失敗。デュエル敗北後、背後の邪神像に潰されて消滅した。
クラーク・スミス
声：坂巻学
モーメント・エクスプレス、通称MEの最高責任者。神経衰弱デュエルを意識したナイトと名の付くモンスター中心のデッキを扱う。ME社に侵入した遊星達を異次元に飛ばし抹殺しようとするが、彼らを利用したいイリアステルの意向に反したために見限られ、歴史改竄により会社ごと消されてしまった。
タッグフォース6では彼がシェリーの父を殺害した張本人であったと明らかになった。